# بلایند گاردین
بلایند گاردین (به انگلیسی: Blind Guardian) نام یک گروه هوی متال آلمانی است که در اواسط دههٔ ۸۰ میلادی در کرفلد، آلمان غربی تشکیل شد. این گروه یکی از گروه‌های بزرگ تأثیرگذار در سبک‌های پاور متال و اسپید متال است. بلایند گاردین یکی از آن دسته گروه‌های هوی متال آلمانی است که در اواسط دههٔ ۸۰ موج هوی متال آلمانی را تشکیل دادند.
اشعار گروه توسط خواننده گروه یعنی هانسی کورش نوشته می‌شود و او در نوشتن این اشعار سخت تحت تأثیر نوشته‌های وهم انگیز و افسانه‌ها و موضوعات سنتی نویسندگانی چون جی. آر. آر. تالکین، استفن کینگ و مایکل مورکک قرار دارد.

## ترانه‌شناسی
- گردان‌های ترس (۱۹۸۸)
- نابینا را دنبال کن (۱۹۸۹)
- افسانه‌هایی از جهان گرگ و میش (۱۹۹۰)
- جایی بسیار فراتر (۱۹۹۲)
- تصوراتی از سوی دیگر (۱۹۹۵)
- شب‌هنگام در سرزمین میانه (۱۹۹۸)
- یک شب در اپرا (۲۰۰۲)
- پیچ و تاب در افسانه (۲۰۰۶)
- در لبه زمان (۲۰۱۰)
- آن سوی آینه سرخ (۲۰۱۵)